# 로물로 베탕쿠르

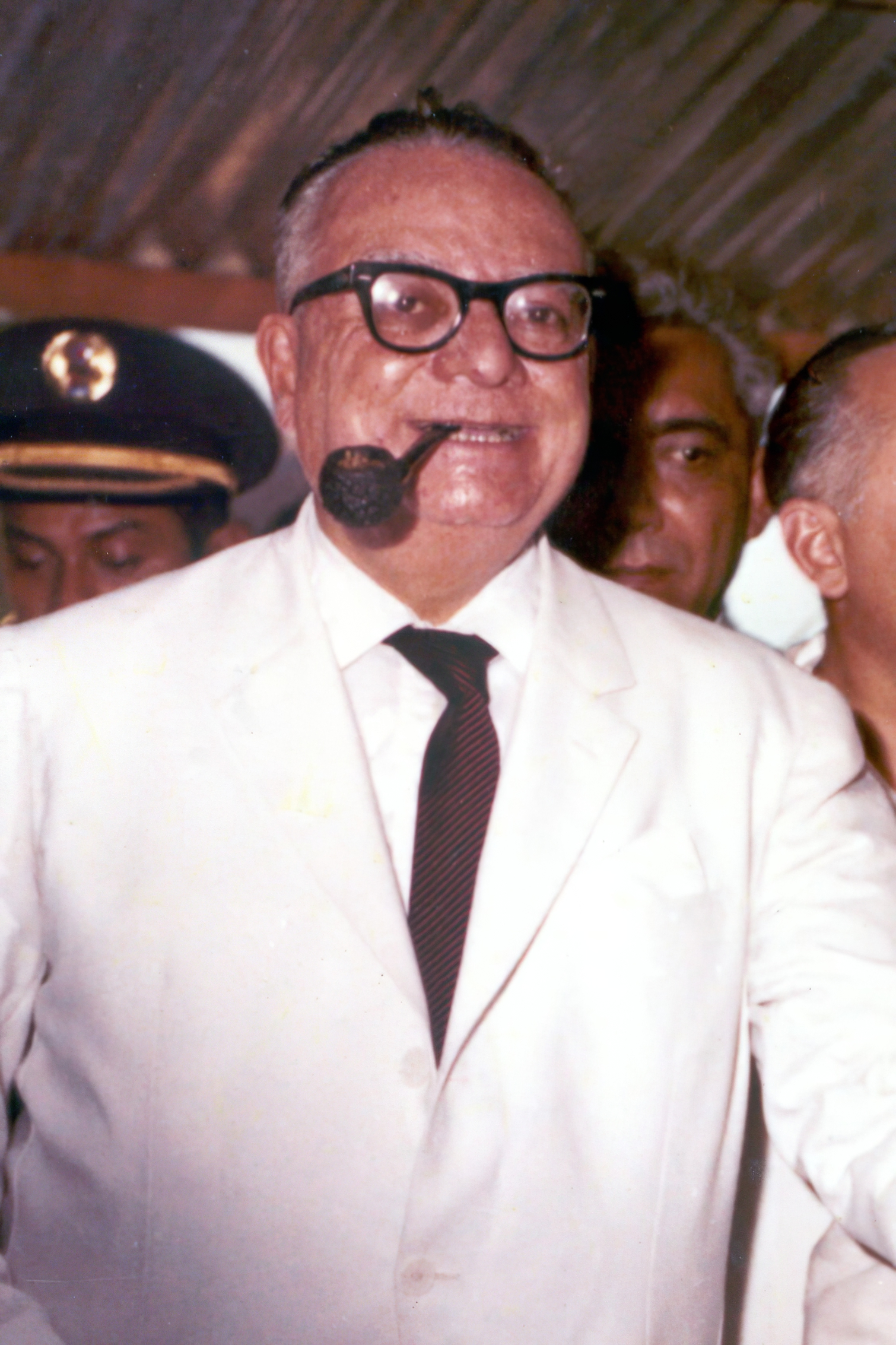
로물로 베탕쿠르

로물로 에르네스토 베탕쿠르 베요(Rómulo Ernesto Betancourt Bello, 1908년 2월 22일 ~ 1981년 2월 28일)는 "베네수엘라 민주주의의 아버지"로 알려져 있는 정치인으로, 1945년~1948년, 1959년~1964년까지 베네수엘라의 대통령을 지냈으며, 20세기의 다수당이었던 민주행동당(Accion Democratica)의 지도자이기도 했다.

## 역대 선거 결과
| 선거명      | 직책명              | 대수 | 정당       | 득표율 | 득표수      | 결과 | 당락 |
| ----------- | ------------------- | ---- | ---------- | ------ | ----------- | ---- | ---- |
| 1958년 선거 | 베네수엘라의 대통령 | 48대 | 민주행동당 | 49.18% | 1,284,092표 | 1위  |      |